# حس گرایی (روزنامه‌نگاری)

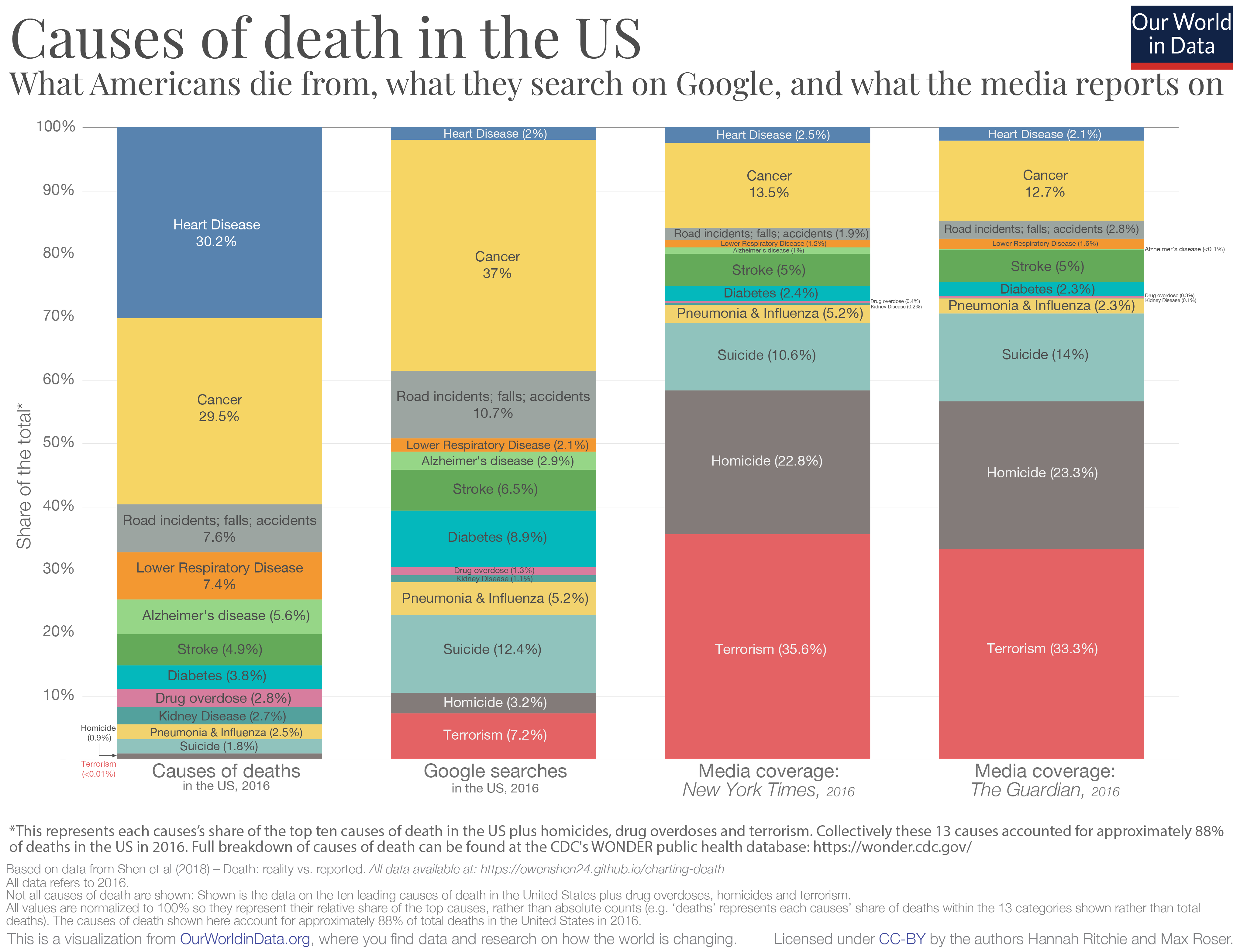
علل مرگ در ایالات متحده در مقابل پوشش رسانه ای. درصد توجه رسانه‌ها به تروریسم، قتل یا خودکشی بسیار بیشتر از درصد مرگ و میر ناشی از آن است.

در روزنامه‌نگاری و رسانه‌های جمعی، حس‌گرایی (به انگلیسی: Sensationalism) نوعی تاکتیک تحریریه است. رویدادها و موضوعات در داستان‌های خبری به گونه ای انتخاب و بیان می‌شوند که بیشترین تعداد خوانندگان و بینندگان را برانگیخته کنند. این سبک از گزارش‌های خبری به جای بی‌طرفی، برداشت‌های مغرضانه یا احساسی از رویدادها را تشویق می‌کند و ممکن است باعث دستکاری در حقیقت یک داستان شود. احساساتی‌گرایی ممکن است بر گزارش‌هایی دربارهٔ موضوعات به‌طور کلی بی‌اهمیت تکیه کند و آن‌ها را به‌عنوان تأثیری عمده بر جامعه، یا ارائه‌های مغرضانه موضوعات خبرساز، به شیوه‌ای پیش پا افتاده یا تبلوید، بر خلاف فرض‌های عمومی استانداردهای روزنامه‌نگاری حرفه‌ای نشان دهد.
برخی از تاکتیک‌ها عبارتند از عمداً مبهم بودن، توسل به احساسات، بحث‌برانگیز بودن، حذف عمدی حقایق و اطلاعات، با صدای بلند و خود محور بودن، و اقدام برای جلب توجه. اطلاعات و وقایع پیش پا افتاده گاهی اوقات به‌عنوان مهم یا قابل‌اهمیت نادرست و اغراق‌آمیز می‌شوند، و اغلب شامل داستان‌هایی دربارهٔ اقدامات افراد و گروه‌های کوچکی از مردم می‌شوند، که محتوای آن اغلب بی‌اهمیت و بی‌ربط به سطح کلان روزانه است. رویدادهای روز در سطح جهان رخ می‌دهد.